# Stan Teuben
Stan Teuben (13 december 1995) is een Nederlands voetbalscheidsrechter. Hij is in dienst van de KNVB en leidt voornamelijk wedstrijden in de Keuken Kampioen Divisie. Hij is een zoon van oud-profvoetballer Tjapko Teuben.
Op 13 oktober 2017 leidde Teuben de wedstrijd Telstar-FC Dordrecht. Dit was zijn eerste wedstrijd op het tweede niveau. Hij was daarmee op 21-jarige leeftijd de jongste scheidsrechter ooit in het betaald voetbal van Nederland. Hij nam van de op dat moment actieve scheidsrechters het record over van Serdar Gözübüyük en algeheel van Jeroen Sanders. Overigens gaf hij in de 87e minuut zijn eerste rode kaart aan Gerson Rodrigues.